# 姜秀珍
姜秀珍（韓語：강수진，1990年6月11日—），韓國女演員。

## 演出作品

### 電視劇
- 2014年：TV朝鮮《最佳婚姻》
- 2015年：tvN《前女友俱樂部》飾演 宋恩惠
- 2015年：MBC《她很漂亮》飾演 周雅凜

### 電影
- 2015年：《那天的氣氛》
- 2017年：《另有他路》

## 外部連結
- NAVER （页面存档备份，存于）